# Velarifictorus dedzai
Velarifictorus dedzai är en insektsart som beskrevs av Otte, D. 1987. Velarifictorus dedzai ingår i släktet Velarifictorus och familjen syrsor. Inga underarter finns listade i Catalogue of Life.